# Bahnhof Misi
Der Bahnhof Misi (finnisch Misin rautatieasema) liegt in der finnischen Landschaft Lappland im gleichnamigen Dorf Misi, etwa 50 Kilometer nordöstlich des Stadtzentrums von Rovaniemi an der eingleisigen Bahnstrecke Laurila–Kandalakscha. In unmittelbarer Nähe beginnt das ausgedehnte militärische Übungsgebiet Rovajärvi.

## Bau- und Betriebsgeschichte
Die Bahnstrecke von Rovaniemi nach Kemijärvi wurde am 15. Dezember 1932 eröffnet. Der Bahnhof Misi entstand als eine der ersten Zwischenstationen. Noch vor Inbetriebnahme des Bahnhofs gab es im Ort einen Laden für Bahnarbeiter. 1934 wurde eine etwa 2,6 Kilometer lange Hafenbahn von Misi zum Ufer des Misijärvi gebaut, um Holz und Kies umzuschlagen. 1937 entstand eine Zufahrtsstraße von der Fernstraße zwischen Rovaniemi und Kemijärvi zum Bahnhof.
Im Zweiten Weltkrieg richtete die deutsche Wehrmacht in Misi ein großes Munitionslager ein. Im Herbst 1944 wurde das ursprüngliche Empfangsgebäude von abziehenden deutschen Truppen zerstört und 1948 im Rahmen des Lappland-Wiederaufbaus erneuert.
Ab 1958/59 wurde in der Umgebung Eisenerz gefördert, zunächst im Bergwerk Kärväsvaara und ab 1961 im größeren Bergwerk Raajärvi (bei Kemijärvi). Für den Erzabtransport entstand 1963 eine etwa 14 Kilometer lange Zweigstrecke von Misi nach Raajärvi, die bis 1976 betrieben wurde. Mit Schließung des Erzbergwerks verlor der Bahnhof an Bedeutung und die Zweigstrecke wurde zurückgebaut.
1988 wurde der Bahnhof Misi letztmals personell besetzt und anschließend fernbedient. Am 5. Dezember 2007 untersagte die Eisenbahnbehörde das Halten von Reisezügen, weil der Bahnsteig nicht mehr den Sicherheitsvorschriften entsprach. 2008 wurde ein neuer beleuchteter Bahnsteig gebaut. Nach Fertigstellung hält seit 29. September 2008 ein Nachtzugpaar Helsinki–Kemijärvi wieder täglich.

### Infrastruktur
In der Anfangsphase hatte der Bahnhof westlich neben dem Bahnhofsgebäude ein beidseitig angeschlossenes 276 m langes Ladegleis, zwei Gleise für Überholungen und Kreuzungen mit Schienen mit einem Metergewicht von 30 kg, wobei vom ersten Gleis die Hafenbahn ausging, sowie ein Ladegleis mit Laderampe.
Die heutige Gleisanlage umfasst das durchgehende Hauptgleis sowie ein beidseitig angeschlossenes Ausweichgleis für Zugkreuzungen und ein Stumpfgleis, das als Ladegleis genutzt wird.
Von 1963 bis 1976 war Misi ein Abzweigbahnhof für die rund 14 km lange Zweigstrecke zum Bergwerk Raajärvi. Schon seit den 1930er Jahren bestand zudem eine etwa 2,6 Kilometer lange Hafenbahn (satamarata) bis zum See Misijärvi, so dass ein Anschluss zum Abtransport von Kies existierte. Nach Ende der Bergbau- und Holzverkehre wurden diese Seitenstrecken abgebaut.
Der Bahnsteig ist ein einfacher, beleuchteter Seitenbahnsteig (ab 2008), nicht barrierefrei, mit niedriger Einstiegshöhe. Das 1948 gebaute Empfangsgebäude ist erhalten und wurde 2007 in Privatbesitz verkauft; ab 2010 beherbergte es einen Dorfladen. 2025 ist kein regelmäßiger Ladenbetrieb mehr belegt. Der gemauerte Wasserturm wurde bereits Ende der 1990er Jahre zu einem Wohnhaus umgebaut.
Der Bahnhof ist unbesetzt und wird zentral vom Betriebszentrum Oulu ferngesteuert. Die Strecke ist seit dem 11. März 2014 elektrifiziert, im Bahnhof sind jedoch nur zwei Gleise mit Fahrleitungen überspannt.

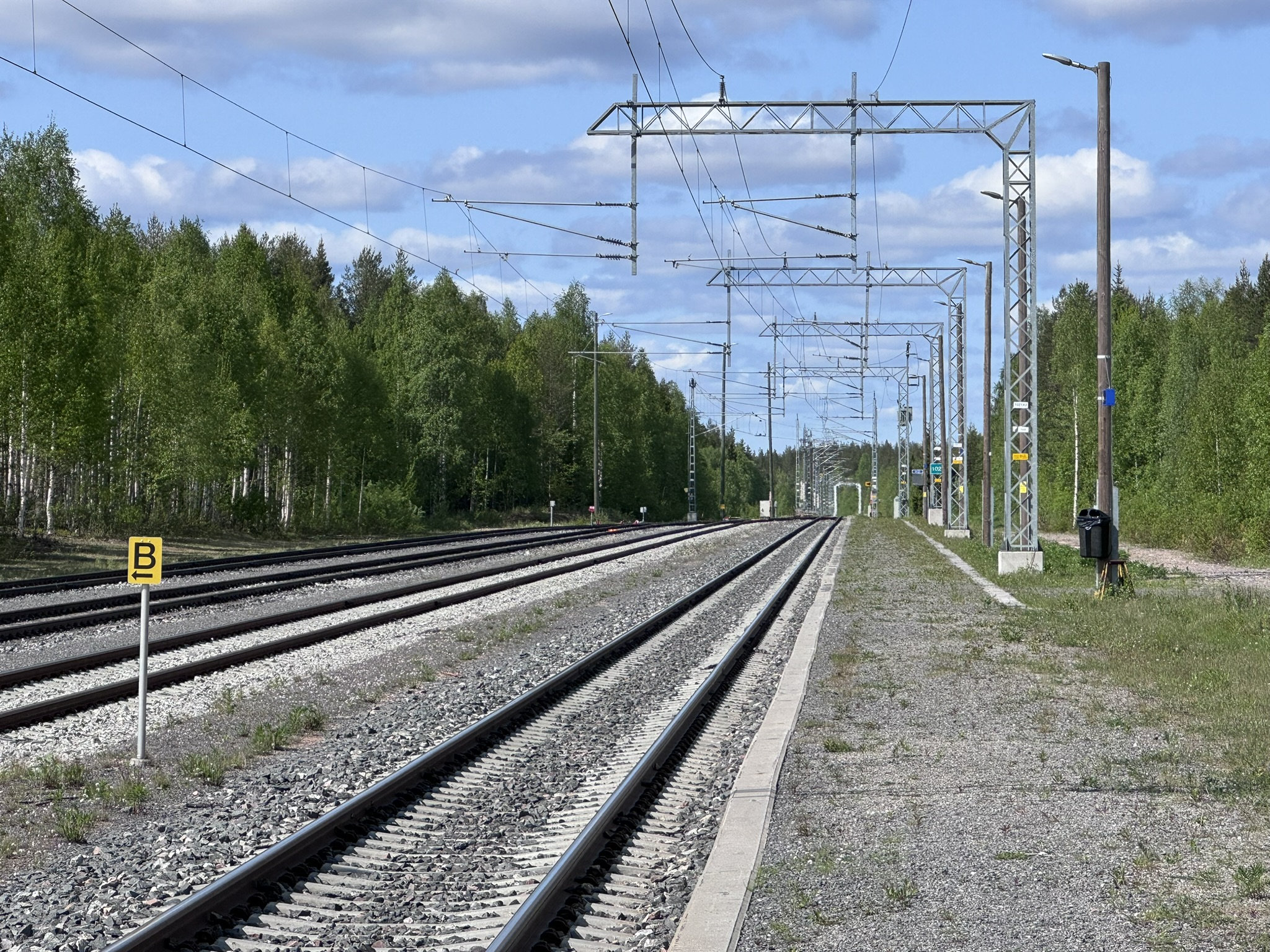
Blick vom Bahnsteig in Richtung Rovaniemi
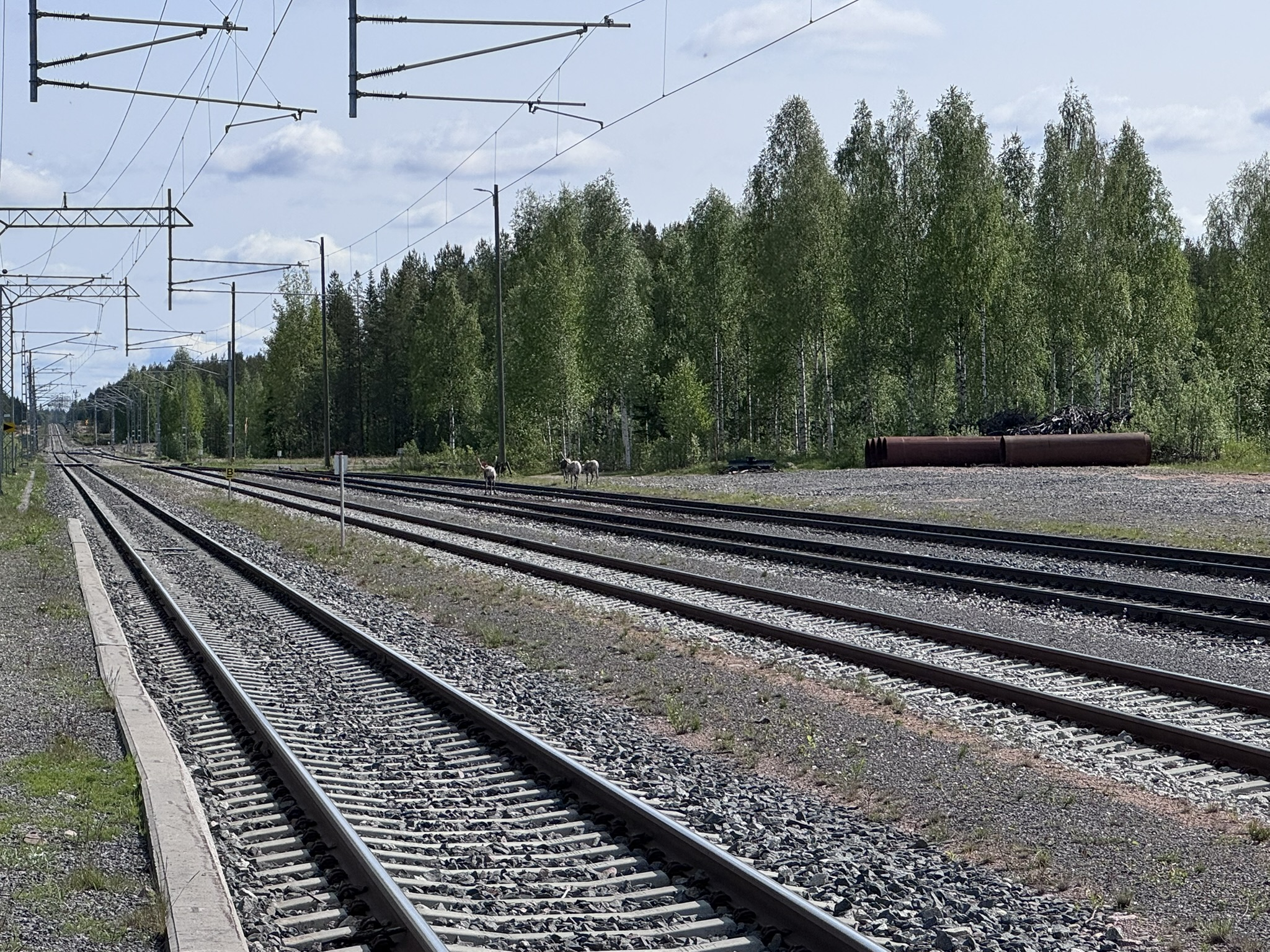
Gleisanlagen in Richtung Kemijärvi im Hintergrund Rentiere
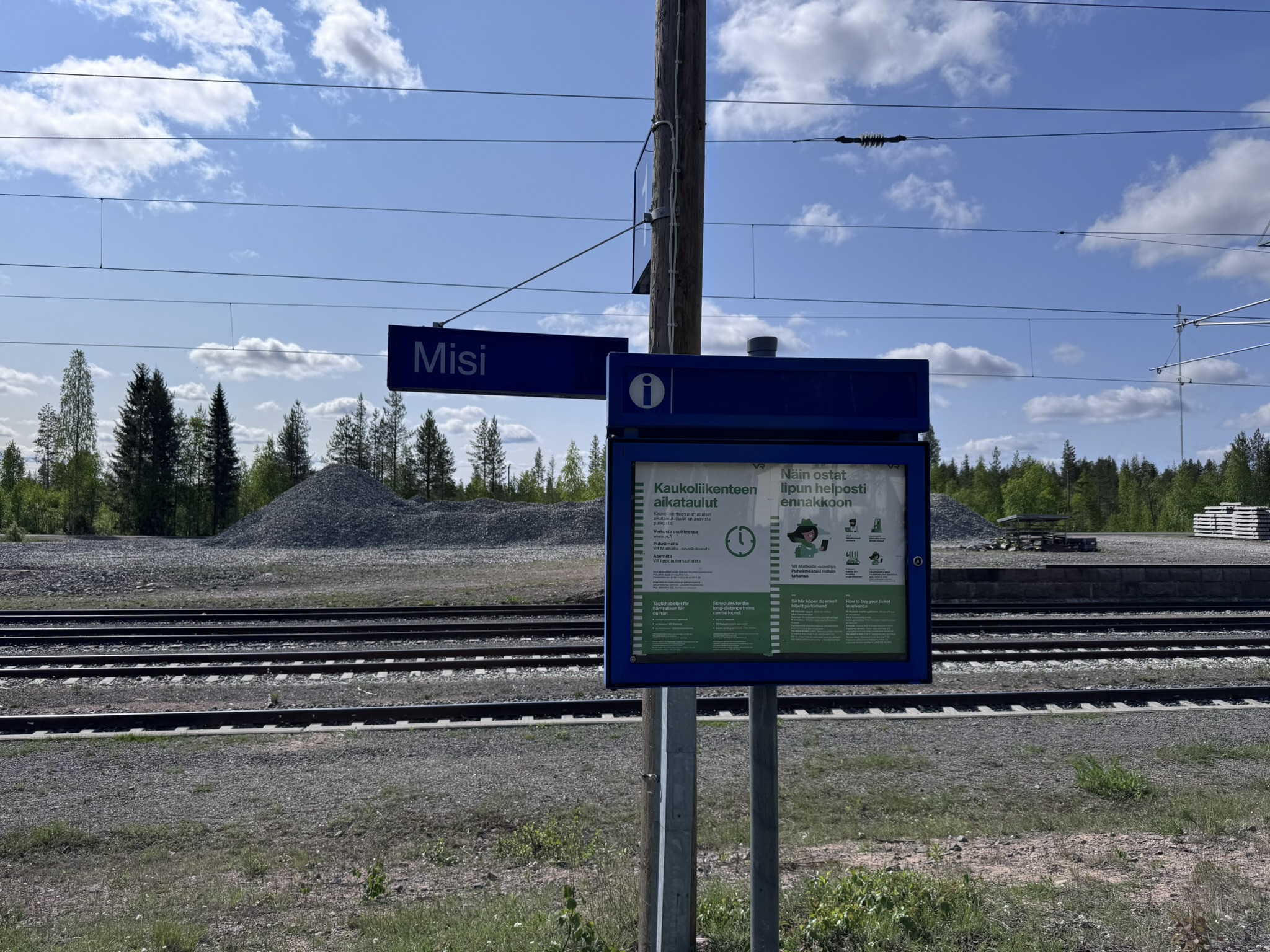
Stationsschild und Fahrgastinformation
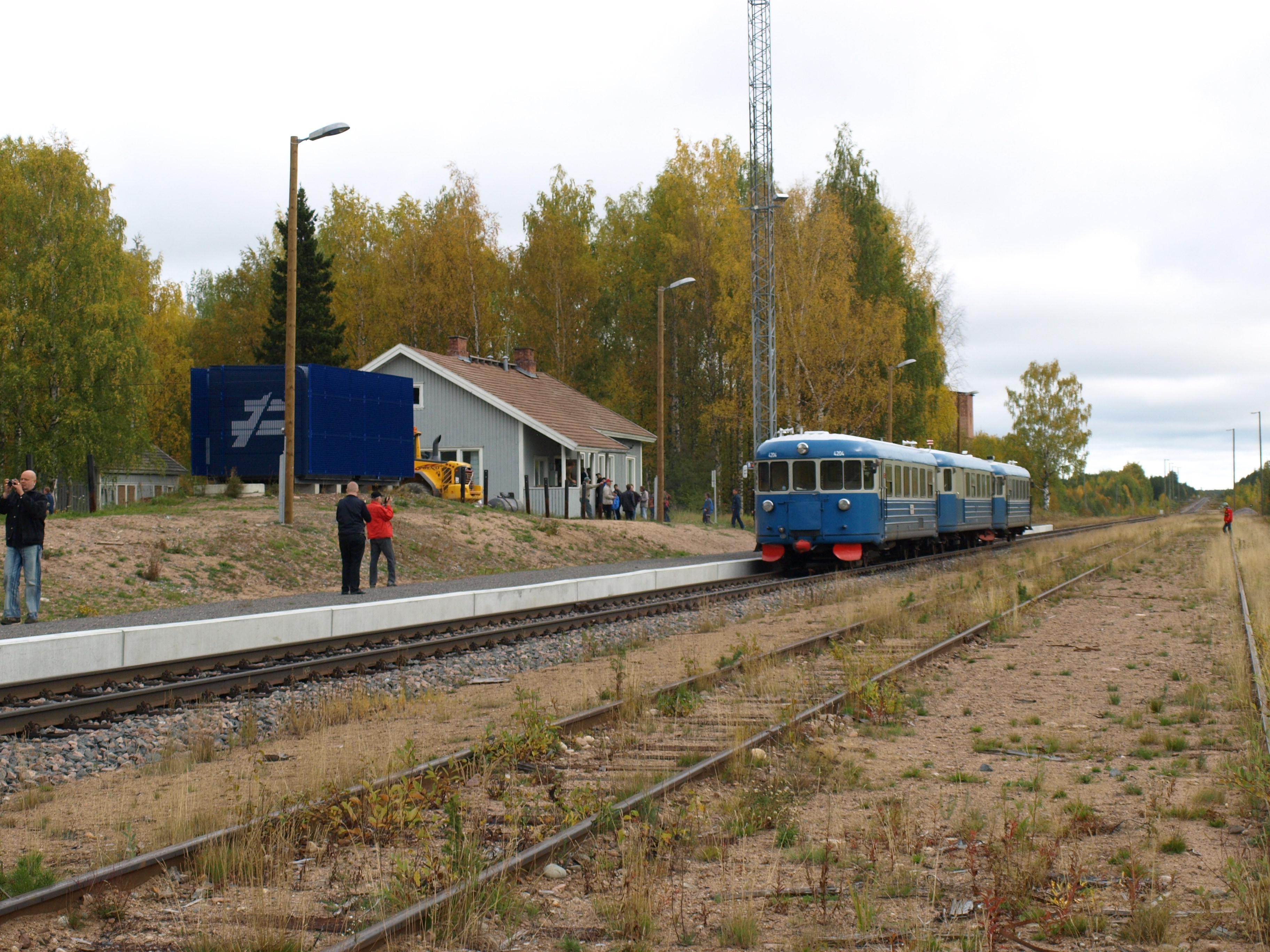
VR Dm7 4204 der Museumsgesellschaft Pohjois-Suomen Rautatieharrastajat ry (2009)

### Heutige Funktion
Der Bahnhof Misi dient heute als Halt für das tägliche Nachtzug-Paar Helsinki–Kemijärvi und zurück. Weiterer Personenverkehr besteht (Stand Juni 2025) nicht. Das Fahrgastaufkommen ist sehr gering. Nutzer des Bahnhofs sind vor allem Soldaten und Angestellte des anliegenden militärischen Übungsgebiets. Misi bleibt zudem logistisch bedeutend für Militärtransporte: Bei Übungen im Truppenübungsplatz Rovajärvi werden Truppen, Fahrzeuge und Gerät dort per Bahn entladen. Medienberichte und Militärdokumente belegen auch für die letzten Jahre den fortgesetzten Einsatz von Misi als Umschlagpunkt für militärische Verkehre. Die letzte große Übung war Lightning Strike 24 im November 2024.